# Trygodes accentuata
Trygodes accentuata är en fjärilsart som beskrevs av Louis Beethoven Prout 1936. Trygodes accentuata ingår i släktet Trygodes och familjen mätare. Inga underarter finns listade i Catalogue of Life.